# Vance Hartke

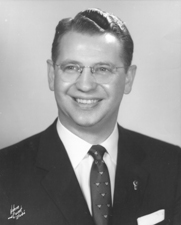
Vance Hartke

Rupert Vance Hartke (* 31. Mai 1919 in Stendal, Pike County, Indiana; † 27. Juli 2003 in Falls Church, Virginia) war ein US-amerikanischer Politiker (Demokratische Partei), der den Bundesstaat Indiana im US-Senat vertrat.
Vance Hartke besuchte die öffentlichen Schulen in seinem Heimatort Stendal. 1940 machte er seinen Abschluss auf dem Evansville College; im Anschluss trat er der US Navy bei. Später wechselte er zur US-Küstenwache, wobei er vom einfachen Seemann bis zum Lieutenant aufstieg. Er schied 1946 aus dem Militärdienst aus und begann ein Jurastudium an der Law School der Indiana University in Bloomington, das er 1948 abschloss. Noch im selben Jahr wurde er in die Anwaltskammer von Indiana aufgenommen und begann in Evansville zu praktizieren.
Nach einer Amtszeit als stellvertretender Staatsanwalt im Vanderburgh County von 1950 bis 1951 schlug Hartke eine politische Laufbahn ein. Er war von 1956 bis 1958 Bürgermeister von Evansville und wurde dann in den US-Senat gewählt, dem er vom 3. Januar 1959 bis zum 3. Januar 1977 angehörte. 1976 verlor er gegen den Republikaner Richard Lugar, der diesen Sitz anschließend bis 2013 innehatte. Hartke bewarb sich im Vorfeld der Präsidentschaftswahl 1972 um die demokratische Nominierung als Präsidentschaftskandidat, doch nach schwachem Abschneiden bei den Primarys erhielt er auf der Democratic National Convention lediglich eine Delegiertenstimme. Im Senat war er Vorsitzender des Veteranenausschusses und ein entschiedener Gegner des Vietnamkrieges. Darüber zerbrach auch seine Freundschaft mit US-Präsident Lyndon B. Johnson, für dessen Pläne einer Great Society er sich zuvor im Senat stets eingesetzt hatte. Ferner war Hartke ein Fürsprecher des Medicare-Systems, das 1965 eingeführt wurde.
1994 musste Vance Hartke sich vor einer Grand Jury wegen des Vorwurfs der Wahlmanipulation verantworten. Letztlich wurde eine Einigung getroffen, die ihm eine zur Bewährung ausgesetzte Haftstrafe von sechs Monaten einbrachte. Er starb im Juli 2003 im Alter von 84 Jahren und wurde auf dem Nationalfriedhof Arlington beigesetzt. Mit seiner Frau Martha hatte Hartke sieben Kinder. Seine Tochter Anita trat 2008 im siebten Kongressdistrikt von Virginia zur Wahl zum US-Repräsentantenhaus an und unterlag dem republikanischen Amtsinhaber Eric Cantor deutlich.